# La course by Le Tour de France 2019
La 6e édition de La course by Le Tour de France a lieu le 19 juillet 2019. Elle fait partie de l'UCI World Tour féminin 2019. Elle est organisée par Amaury Sport Organisation tout comme le Tour de France. Elle est remportée par la Néerlandaise Marianne Vos.

## Parcours
Le parcours emprunte le circuit du contre-la-montre du Tour de France et fait cinq tours. C'est un circuit vallonné autour de Pau,.

### Équipes
Les quinze premières formations sont invitées d'office. Amaury Sport Organisation a, dans un premier temps, invité en plus les équipes Doltcini-Van Eyck Sport, BTC City, Cogeas Mettler Pro Cycling Team, Lotto-Soudal Ladies et Rally UHC Cycling, puis a octroyé en dernière minute une invitation à Charente-Maritime Women Cycling.
| Équipes féminines professionnelles (21)- Alé Cipollini - Bigla - Boels Dolmans - BTC City Ljubljana - Canyon-SRAM Racing - CCC-Liv - Cogeas-Mettler - FDJ-Nouvelle Aquitaine-Futuroscope - Lotto Soudal Ladies - Mitchelton-Scott - Movistar Team - Parkhotel Valkenburg-Destil - Rally UHC Cycling Women - Sunweb Women - Tibco-Silicon Valley Bank - Trek-Segafredo - Valcar Cylance - Virtu Cycling Women - WNT-Rotor Pro Cycling - Doltcini-Van Eyck Sport - Charente-Maritime |
| |

## Favorites
Gagnante des deux dernières éditions, la Néerlandaise Annemiek van Vleuten fait figure de favorite. Elle doit cependant se méfier tout particulièrement de la Belge Jesse Vandenbulcke et des Françaises Séverine Eraud et Juliette Labous.

## Récit de course
Une échappée de onze athlètes se forme en début de course. Il s'agit de : Alexandra Manly, Sarah Roy, Karol-Ann Canuel, Elise Chabbey, Nikola Noskova, Jeanne Korevaar, Alexis Ryan, Liane Lippert, Audrey Cordon-Ragot, Evita Muzic et Sofie de Vuyst. Alexandra Manly perd le contact avec le reste du groupe qui compte une minute vingt d'avance à l'amorce du deuxième tour. Dans la côte de Gelos, quatre coureuses sortent en poursuite, mais elles sont rapidement reprises. L'écart atteint une minute quarante-cinq à soixante kilomètres de l'arrivée. Les équipes non-représentées à l'avance que sont Lotto Soudal et WNT-Roter commencent alors à chasser. Audrey Cordon attaque en début de quatrième tour. Dans la côte de Gelos, Annemiek van Vleuten hausse le rythme et provoque le regroupement général. S'ensuivent de nombreuses offensives sans effet. Dans la côte d'Esquillot à trente-sept kilomètres de l'arrivée, un groupe de onze favorites sort. Il y a là : Annemiek van Vleuten, Marianne Vos, Cecilie Uttrup Ludwig, Ashleigh Moolman, Ane Santesteban, Katarzyna Niewiadoma, Lucinda Brand, Soraya Paladin et Elisa Longo Borghini. La mauvaise coopération mène à l'éclatement de cette échappée. Cinq coureuses restent à l'avant : Spratt, Paladin, Moolman, Uttrup Ludwig et Brand, tandis que les autres sont reprises par le peloton. Au pied de la rue Mulot, l'écart n'est que de quelques secondes à la suite du travail de la formation Boels Dolmans. Amanda Spratt part alors seule. Elle compte jusqu'à trente secondes d'avance. Dans la descente, Lucinda Brand tente de sortir avec Marianne Vos et Annemiek van Vleuten, mais Cecilie Uttrup Ludwig réagit et les reprend. À dix kilomètres du but, Amanda Spratt est toujours en tête. Dans la rue Mulot, Marianne Vos place un puissant démarrage et revient sur l'Australienne. Elle s'impose seule. Derrière, Leah Kirchmann prend la deuxième place,,,.

## Classement final

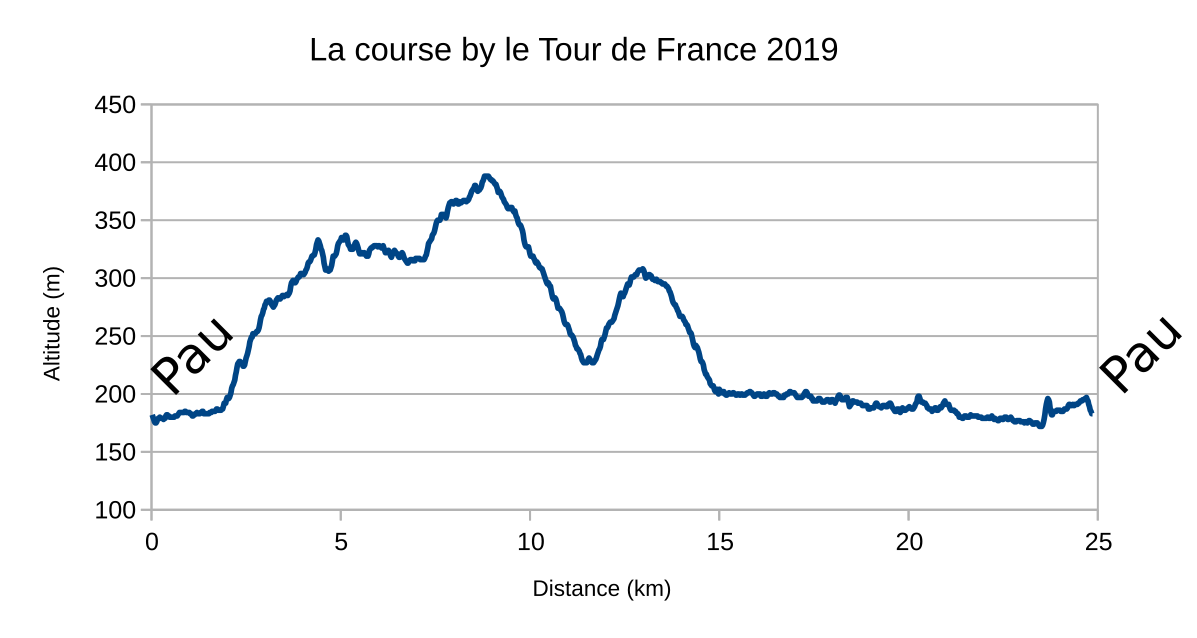
Profil de la course.

### Classement général
| \| Classement général \| Classement général \| Classement général \| Classement général \| Classement général \| \| Coureuse \| Coureuse \| Pays \| Équipe \| Temps \| \| ------------------ \| --------------------- \| ------------------ \| --------------------- \| ------------------ \| \| 1re \| Marianne Vos[8] \| Pays-Bas \| CCC-Liv \| 3 h 15 min 20 s \| \| 2e \| Leah Kirchmann \| Canada \| Sunweb \| + 3 s \| \| 3e \| Cecilie Uttrup Ludwig \| Danemark \| Bigla \| + 3 s \| \| 4e \| Lucinda Brand \| Pays-Bas \| Sunweb \| + 4 s \| \| 5e \| Ashleigh Moolman \| Afrique du Sud \| CCC-Liv \| + 6 s \| \| 6e \| Elisa Longo Borghini \| Italie \| Trek-Segafredo \| + 6 s \| \| 7e \| Annemiek van Vleuten \| Pays-Bas \| Mitchelton-Scott \| + 7 s \| \| 8e \| Soraya Paladin \| Italie \| Alé Cipollini \| + 7 s \| \| 9e \| Ane Santesteban \| Espagne \| WNT-Rotor Pro Cycling \| + 7 s \| \| 10e \| Anna van der Breggen \| Pays-Bas \| Boels Dolmans \| + 7 s \| |                       |                |                       |                 |
| |                       |                |                       |                 |
| |                       |                |                       |                 |
| Classement général |                       |                |                       |                 |
| Coureuse | Coureuse              | Pays           | Équipe                | Temps           |
| 1re | Marianne Vos          | Pays-Bas       | CCC-Liv               | 3 h 15 min 20 s |
| 2e | Leah Kirchmann        | Canada         | Sunweb                | + 3 s           |
| 3e | Cecilie Uttrup Ludwig | Danemark       | Bigla                 | + 3 s           |
| 4e | Lucinda Brand         | Pays-Bas       | Sunweb                | + 4 s           |
| 5e | Ashleigh Moolman      | Afrique du Sud | CCC-Liv               | + 6 s           |
| 6e | Elisa Longo Borghini  | Italie         | Trek-Segafredo        | + 6 s           |
| 7e | Annemiek van Vleuten  | Pays-Bas       | Mitchelton-Scott      | + 7 s           |
| 8e | Soraya Paladin        | Italie         | Alé Cipollini         | + 7 s           |
| 9e | Ane Santesteban       | Espagne        | WNT-Rotor Pro Cycling | + 7 s           |
| 10e | Anna van der Breggen  | Pays-Bas       | Boels Dolmans         | + 7 s           |

### Classement de la montagne
| Classement de la montagne | Classement de la montagne | Classement de la montagne | Classement de la montagne | Classement de la montagne |
| Coureuse                  | Coureuse                  | Pays                      | Équipe                    | Points                    |
| ------------------------- | ------------------------- | ------------------------- | ------------------------- | ------------------------- |
| 1re                       | Elise Chabbey             | Suisse                    | Bigla                     | 9 pts                     |
| 2e                        | Sofie De Vuyst            | Belgique                  | Parkhotel Valkenburg      | 5 pts                     |
| 3e                        | Amanda Spratt             | Australie                 | Mitchelton-Scott          | 3 pts                     |
| 4e                        | Nikola Nosková            | Tchéquie                  | Bigla                     | 3 pts                     |
| 5e                        | Annemiek van Vleuten      | Pays-Bas                  | Mitchelton-Scott          | 2 pts                     |

### Classement de la combativité
- 1re : Amanda Spratt[9]

### Classement de la meilleure jeune
- 1re : Paula Patiño[10]

#### Galerie Photo

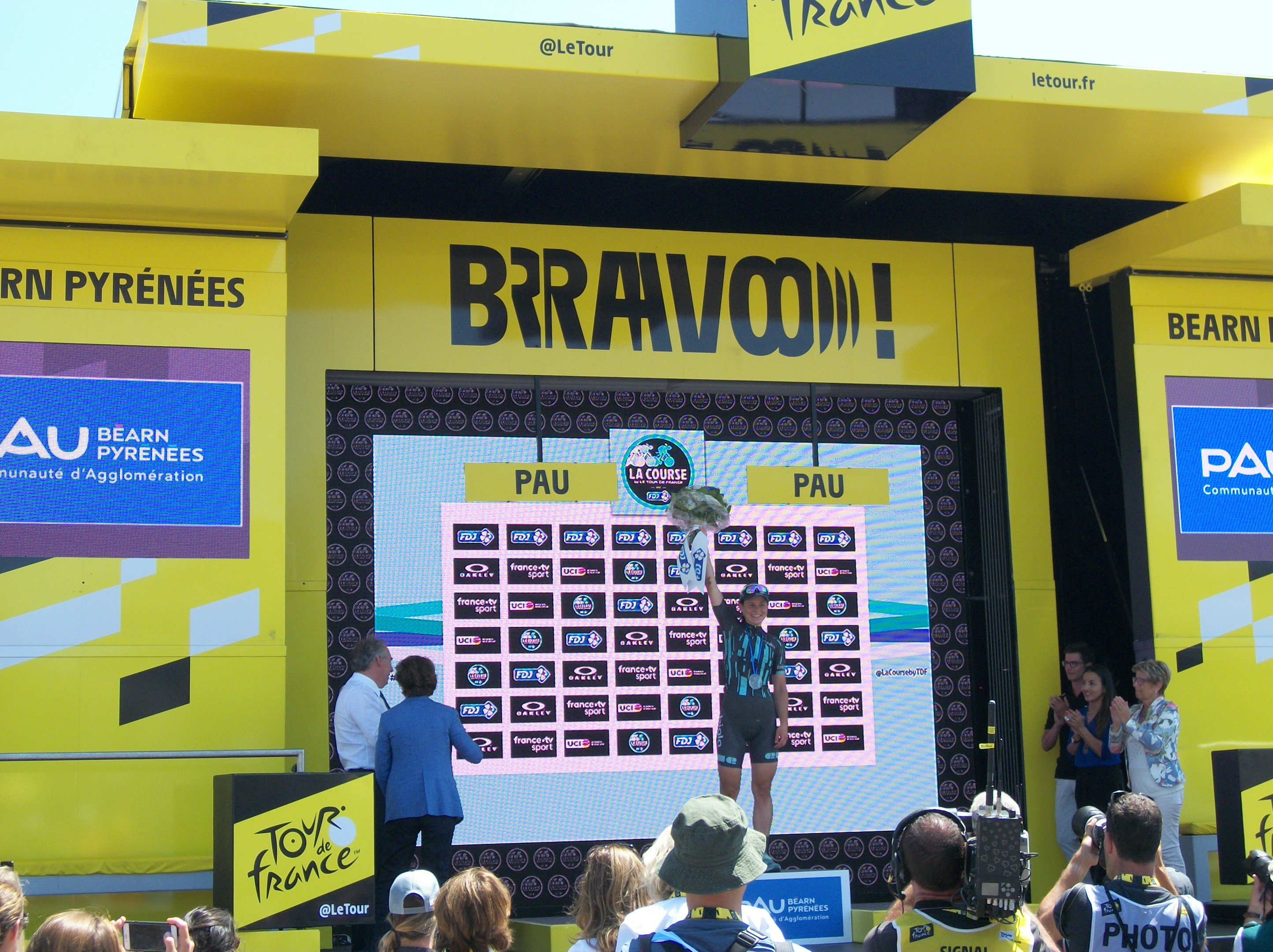
Podium du classement de la montagne : Elise Chabbey
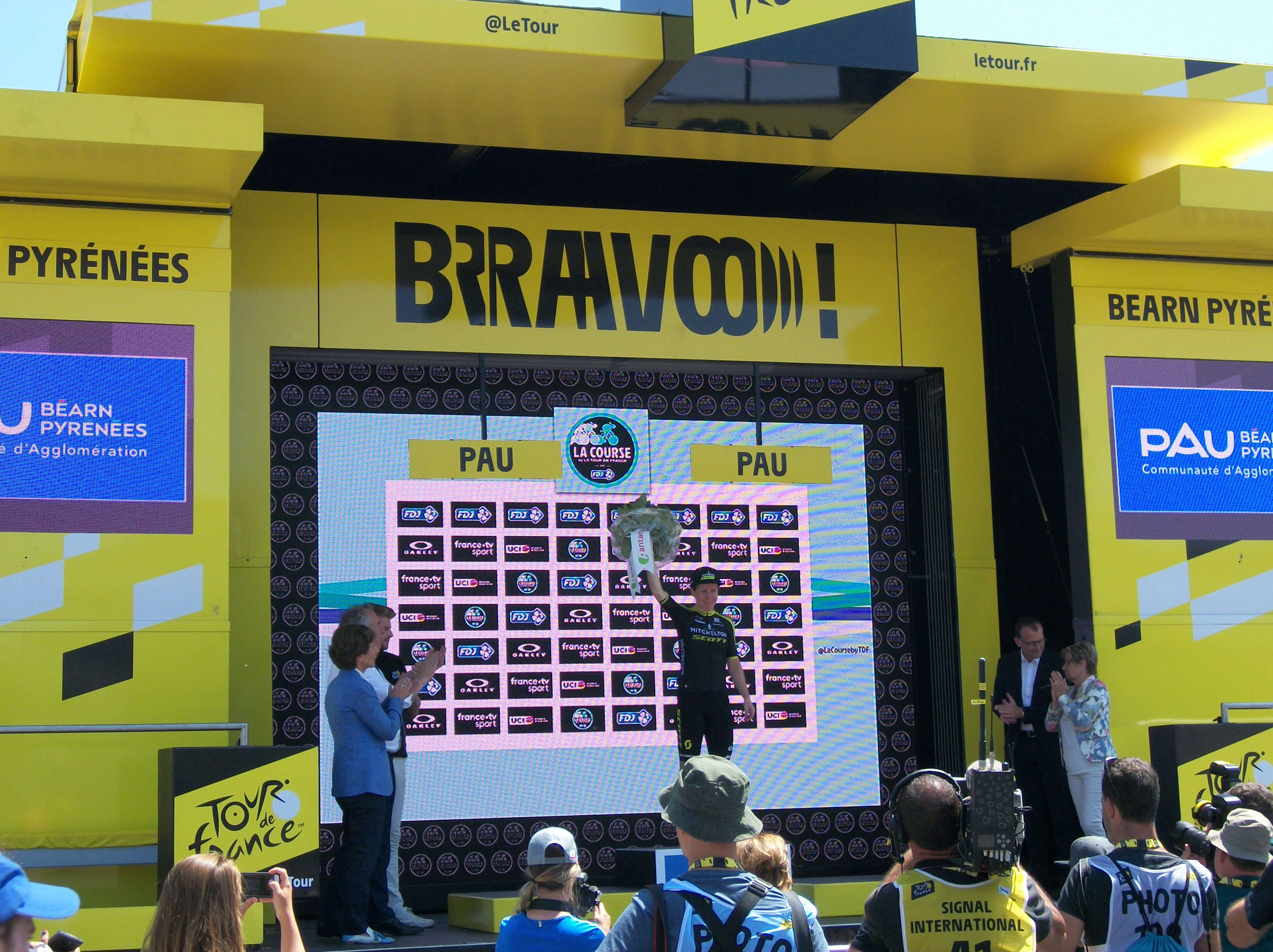
Podium du classement de la meilleure combative Prix Antargaz : Amanda Spratt
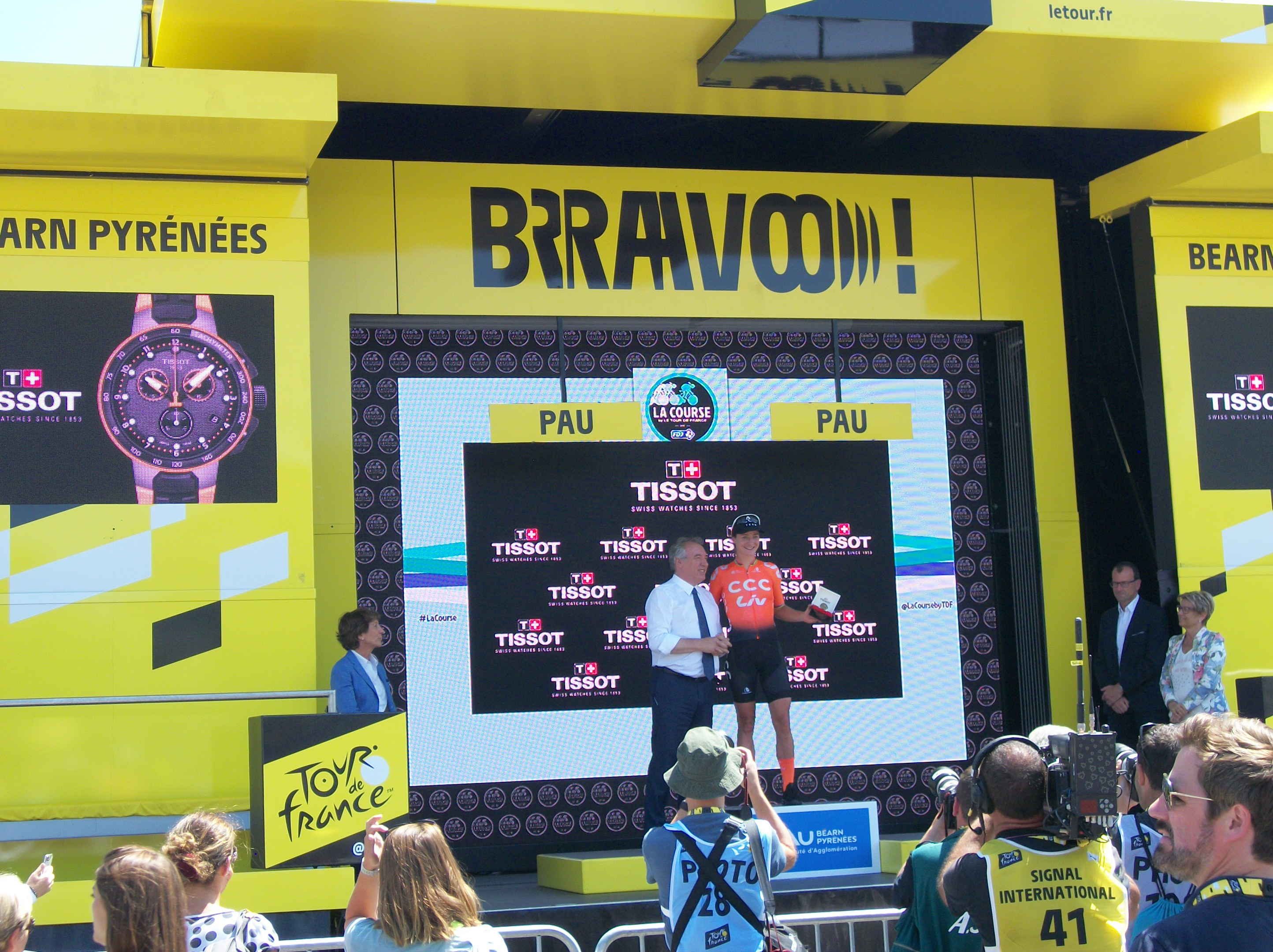
Remise de la montre Tissot du Tour de France 2019 à la lauréate Marianne Vos

## UCI World Tour

### Points attribués
| Position           | 1er | 2e  | 3e  | 4e  | 5e | 6e | 7e | 8e | 9e | 10e | 11e | 12e | 13e | 14e | 15e | 16e à 30e | 31e à 40e |
| Classement général | 200 | 150 | 125 | 100 | 85 | 70 | 60 | 50 | 40 | 35  | 30  | 25  | 20  | 15  | 10  | 5         | 3         |

| Classement par points | Classement par points | Classement par points | Classement par points | Classement par points |
| Coureuse              | Coureuse              | Pays                  | Équipe                | Points                |
| --------------------- | --------------------- | --------------------- | --------------------- | --------------------- |
| 1re                   | Annemiek van Vleuten  | Pays-Bas              | Mitchelton-Scott      | 1367.67 pts           |
| 2e                    | Katarzyna Niewiadoma  | Pologne               | Canyon-SRAM Racing    | 1106.17 pts           |
| 3e                    | Marianne Vos          | Pays-Bas              | CCC-Liv               | 948 pts               |
| 4e                    | Anna van der Breggen  | Pays-Bas              | Boels Dolmans         | 826.33 pts            |
| 5e                    | Marta Bastianelli     | Italie                | Virtu Cycling Women   | 710 pts               |
| 6e                    | Cecilie Uttrup Ludwig | Danemark              | Bigla                 | 651.33 pts            |
| 7e                    | Amanda Spratt         | Australie             | Mitchelton-Scott      | 644.67 pts            |
| 8e                    | Soraya Paladin        | Italie                | Alé Cipollini         | 633 pts               |
| 9e                    | Lorena Wiebes         | Pays-Bas              | Parkhotel Valkenburg  | 590 pts               |
| 10e                   | Elisa Longo Borghini  | Italie                | Trek-Segafredo        | 580 pts               |

| Classement par points | Classement par points | Classement par points | Classement par points | Classement par points |
| Coureuse              | Coureuse              | Pays                  | Équipe                | Points                |
| --------------------- | --------------------- | --------------------- | --------------------- | --------------------- |
| 1re                   | Annemiek van Vleuten  | Pays-Bas              | Mitchelton-Scott      | 1367.67 pts           |
| 2e                    | Katarzyna Niewiadoma  | Pologne               | Canyon-SRAM Racing    | 1106.17 pts           |
| 3e                    | Marianne Vos          | Pays-Bas              | CCC-Liv               | 948 pts               |
| 4e                    | Anna van der Breggen  | Pays-Bas              | Boels Dolmans         | 826.33 pts            |
| 5e                    | Marta Bastianelli     | Italie                | Virtu Cycling Women   | 710 pts               |
| 6e                    | Cecilie Uttrup Ludwig | Danemark              | Bigla                 | 651.33 pts            |
| 7e                    | Amanda Spratt         | Australie             | Mitchelton-Scott      | 644.67 pts            |
| 8e                    | Soraya Paladin        | Italie                | Alé Cipollini         | 633 pts               |
| 9e                    | Lorena Wiebes         | Pays-Bas              | Parkhotel Valkenburg  | 590 pts               |
| 10e                   | Elisa Longo Borghini  | Italie                | Trek-Segafredo        | 580 pts               |

| Classement du meilleur jeune | Classement du meilleur jeune | Classement du meilleur jeune | Classement du meilleur jeune       | Classement du meilleur jeune |
| Coureuse                     | Coureuse                     | Pays                         | Équipe                             | Points                       |
| ---------------------------- | ---------------------------- | ---------------------------- | ---------------------------------- | ---------------------------- |
| 1re                          | Marta Cavalli                | Italie                       | Valcar Cylance                     | 32 pts                       |
| 2e                           | Lorena Wiebes                | Pays-Bas                     | Parkhotel Valkenburg               | 22 pts                       |
| 3e                           | Sofia Bertizzolo             | Italie                       | Virtu Cycling Women                | 22 pts                       |
| 4e                           | Évita Muzic                  | France                       | FDJ-Nouvelle Aquitaine-Futuroscope | 22 pts                       |
| 5e                           | Juliette Labous              | France                       | Sunweb                             | 12 pts                       |
| 6e                           | Paula Patiño                 | Colombie                     | Movistar Team                      | 10 pts                       |
| 7e                           | Elisa Balsamo                | Italie                       | Valcar Cylance                     | 10 pts                       |
| 8e                           | Liane Lippert                | Allemagne                    | Sunweb                             | 8 pts                        |
| 9e                           | Ella Harris                  | Nouvelle-Zélande             | Canyon-SRAM Racing                 | 6 pts                        |
| 10e                          | Maaike Boogaard              | Pays-Bas                     | BTC City Ljubljana                 | 4 pts                        |

| Classement du meilleur jeune | Classement du meilleur jeune | Classement du meilleur jeune | Classement du meilleur jeune       | Classement du meilleur jeune |
| Coureuse                     | Coureuse                     | Pays                         | Équipe                             | Points                       |
| ---------------------------- | ---------------------------- | ---------------------------- | ---------------------------------- | ---------------------------- |
| 1re                          | Marta Cavalli                | Italie                       | Valcar Cylance                     | 32 pts                       |
| 2e                           | Lorena Wiebes                | Pays-Bas                     | Parkhotel Valkenburg               | 22 pts                       |
| 3e                           | Sofia Bertizzolo             | Italie                       | Virtu Cycling Women                | 22 pts                       |
| 4e                           | Évita Muzic                  | France                       | FDJ-Nouvelle Aquitaine-Futuroscope | 22 pts                       |
| 5e                           | Juliette Labous              | France                       | Sunweb                             | 12 pts                       |
| 6e                           | Paula Patiño                 | Colombie                     | Movistar Team                      | 10 pts                       |
| 7e                           | Elisa Balsamo                | Italie                       | Valcar Cylance                     | 10 pts                       |
| 8e                           | Liane Lippert                | Allemagne                    | Sunweb                             | 8 pts                        |
| 9e                           | Ella Harris                  | Nouvelle-Zélande             | Canyon-SRAM Racing                 | 6 pts                        |
| 10e                          | Maaike Boogaard              | Pays-Bas                     | BTC City Ljubljana                 | 4 pts                        |

| Classement par équipes aux points | Classement par équipes aux points | Classement par équipes aux points | Classement par équipes aux points |
| Équipe                            | Équipe                            | Pays                              | Points                            |
| --------------------------------- | --------------------------------- | --------------------------------- | --------------------------------- |
| 1re                               | Boels Dolmans                     | Pays-Bas                          | 2665.98 pts                       |
| 2e                                | Mitchelton-Scott                  | Australie                         | 2207.02 pts                       |
| 3e                                | Trek-Segafredo                    | États-Unis                        | 1779 pts                          |
| 4e                                | CCC-Liv                           | Pays-Bas                          | 1622 pts                          |
| 5e                                | Canyon-SRAM Racing                | Allemagne                         | 1562.02 pts                       |
| 6e                                | Sunweb Women                      | Pays-Bas                          | 1289.02 pts                       |
| 7e                                | WNT-Rotor Pro Cycling             | Allemagne                         | 1172.02 pts                       |
| 8e                                | Parkhotel Valkenburg-Destil       | Pays-Bas                          | 1156 pts                          |
| 9e                                | Virtu Cycling Women               | Danemark                          | 1058 pts                          |
| 10e                               | Bigla                             | Danemark                          | 999.98 pts                        |

| Classement par équipes aux points | Classement par équipes aux points | Classement par équipes aux points | Classement par équipes aux points |
| Équipe                            | Équipe                            | Pays                              | Points                            |
| --------------------------------- | --------------------------------- | --------------------------------- | --------------------------------- |
| 1re                               | Boels Dolmans                     | Pays-Bas                          | 2665.98 pts                       |
| 2e                                | Mitchelton-Scott                  | Australie                         | 2207.02 pts                       |
| 3e                                | Trek-Segafredo                    | États-Unis                        | 1779 pts                          |
| 4e                                | CCC-Liv                           | Pays-Bas                          | 1622 pts                          |
| 5e                                | Canyon-SRAM Racing                | Allemagne                         | 1562.02 pts                       |
| 6e                                | Sunweb Women                      | Pays-Bas                          | 1289.02 pts                       |
| 7e                                | WNT-Rotor Pro Cycling             | Allemagne                         | 1172.02 pts                       |
| 8e                                | Parkhotel Valkenburg-Destil       | Pays-Bas                          | 1156 pts                          |
| 9e                                | Virtu Cycling Women               | Danemark                          | 1058 pts                          |
| 10e                               | Bigla                             | Danemark                          | 999.98 pts                        |

### Galerie Photo

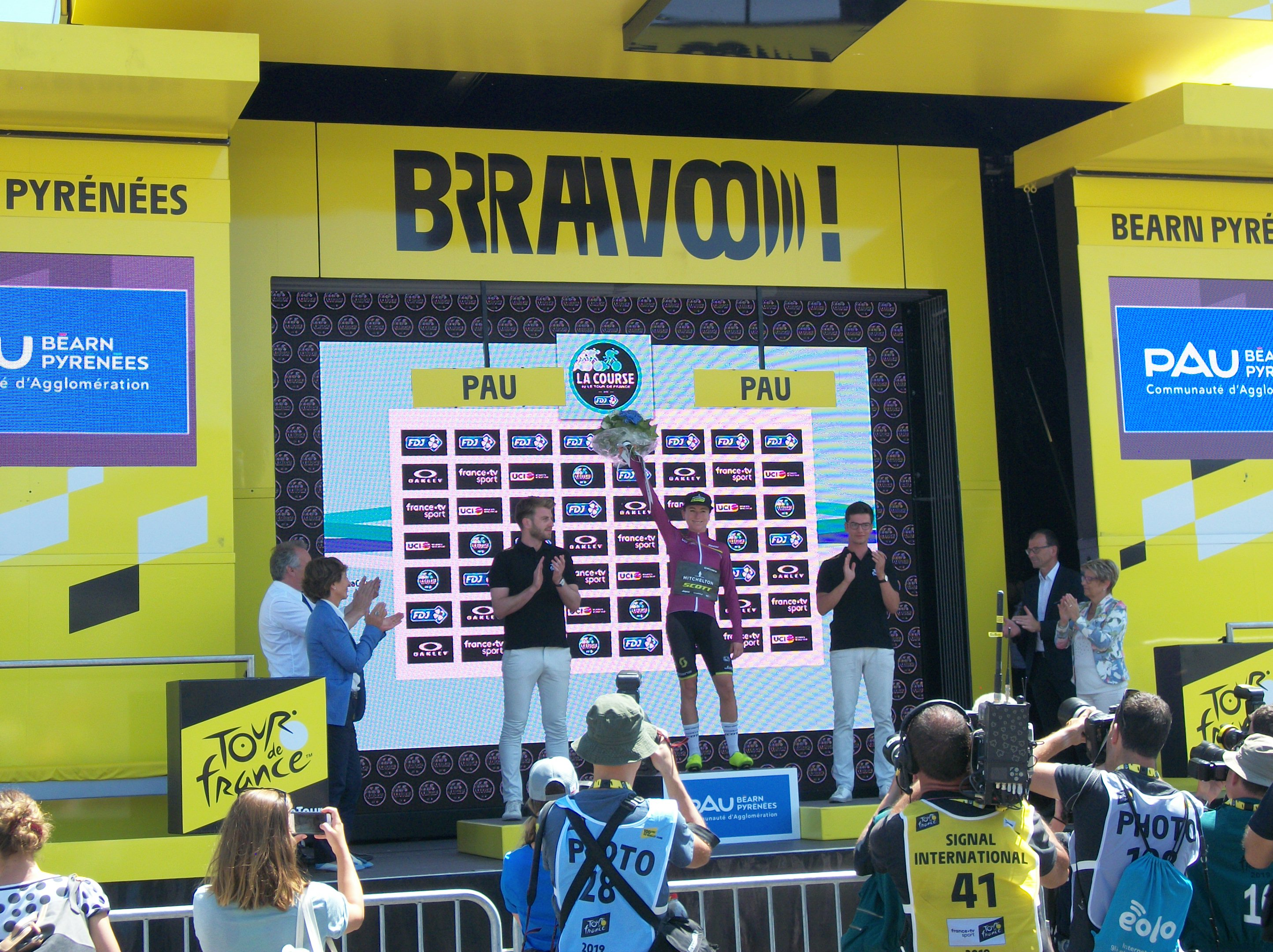
Podium du classement individuel de l'UCI World Tour 2019 : Annemiek van Vleuten
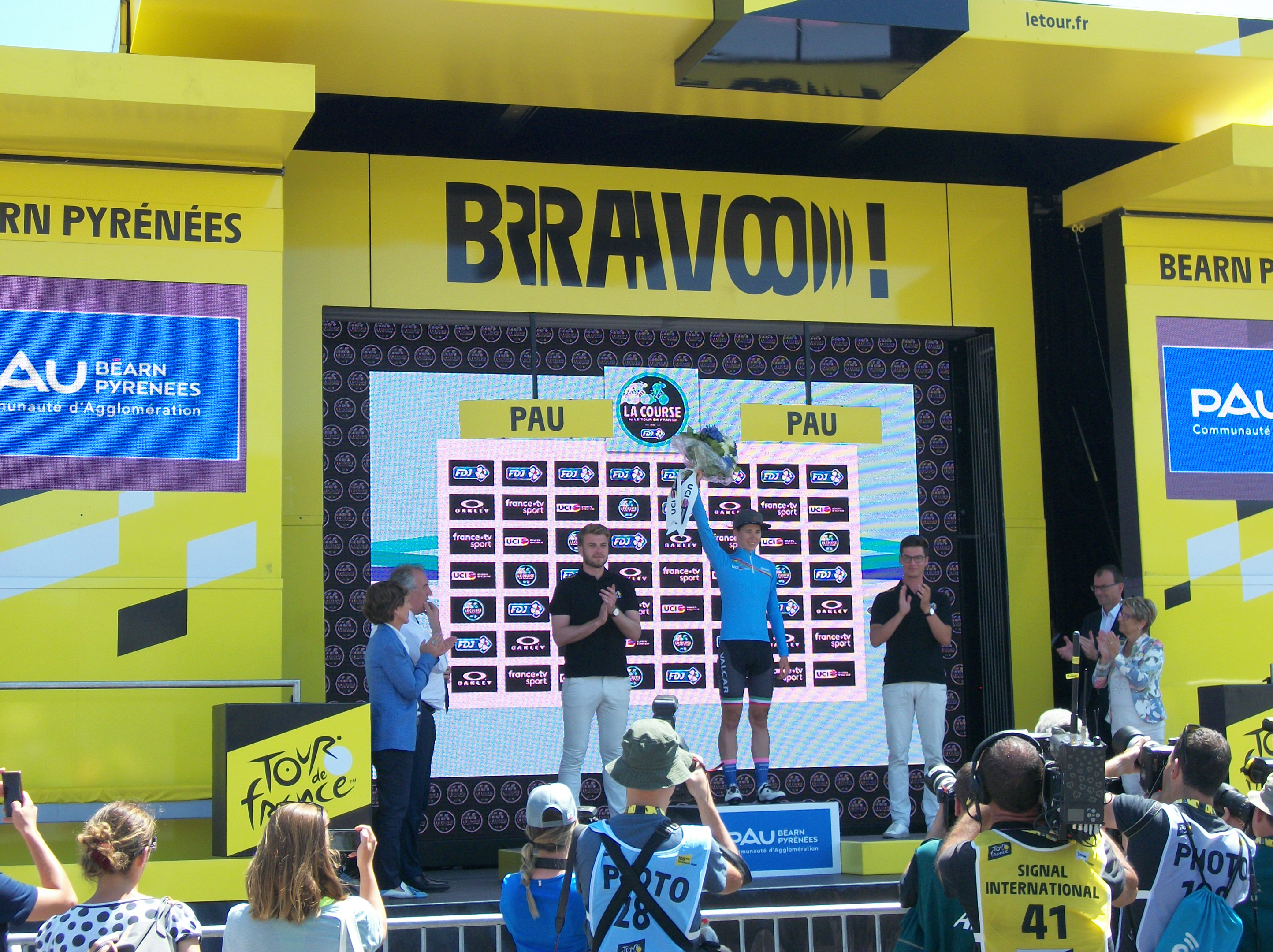
Podium du classement de l'UCI World Tour : Marta Cavalli

## Liste des participantes
| Légende | Légende                                                                      | Légende | Légende                                                    |
| ------- | ---------------------------------------------------------------------------- | ------- | ---------------------------------------------------------- |
| Num     | Dossard de départ porté par le coureur sur cette Course by Le Tour de France | Pos     | Position à l'arrivée de la course                          |
|         | Indique un maillot de champion national ou mondial, suivi de sa spécialité   | NP      | Indique un coureur qui n'a pas pris le départ de la course |
| AB      | Indique un coureur qui n'a pas terminé la course                             | HD      | Indique un coureur qui a terminé la course hors des délais |

| Mitchelton-Scott MTS | Mitchelton-Scott MTS       | Mitchelton-Scott MTS |
| -------------------- | -------------------------- | -------------------- |
| Num                  | Coureuse                   | Pos                  |
| 1                    | Annemiek van Vleuten (NED) | 7e                   |
| 2                    | Jessica Allen (AUS)        | AB                   |
| 3                    | Alexandra Manly (AUS)      | AB                   |
| 4                    | Sarah Roy (AUS)            | 58e                  |
| 5                    | Amanda Spratt (AUS)        | 24e                  |
| 6                    | Georgia Williams (NZL)     | 62e                  |

| Boels Dolmans DLT | Boels Dolmans DLT                  | Boels Dolmans DLT |
| ----------------- | ---------------------------------- | ----------------- |
| Num               | Coureuse                           | Pos               |
| 11                | Anna van der Breggen (NED) (route) | 10e               |
| 12                | Chantal Blaak (NED)                | 75e               |
| 13                | Karol-Ann Canuel (CAN)             | 39e               |
| 14                | Katie Hall (USA)                   | 19e               |
| 15                | Annika Langvad (DEN)               | 29e               |

| CCC-Liv CCC | CCC-Liv CCC                | CCC-Liv CCC |
| ----------- | -------------------------- | ----------- |
| Num         | Coureuse                   | Pos         |
| 21          | Marianne Vos (NED)         | 1re         |
| 22          | Valerie Demey (BEL)        | AB          |
| 23          | Jeanne Korevaar (NED)      | 37e         |
| 24          | Riejanne Markus (NED)      | 31e         |
| 25          | Ashleigh Moolman (RSA)     | 5e          |
| 26          | Pauliena Rooijakkers (NED) | 35e         |

| Bigla BIG | Bigla BIG                   | Bigla BIG |
| --------- | --------------------------- | --------- |
| Num       | Coureuse                    | Pos       |
| 31        | Cecilie Uttrup Ludwig (DEN) | 3e        |
| 32        | Elizabeth Banks (GBR)       | 36e       |
| 33        | Elise Chabbey (SUI)         | 30e       |
| 34        | Mikayla Harvey (NZL)        | 63e       |
| 35        | Nikola Nosková (CZE)        | 27e       |
| 36        | Leah Thomas (USA)           | 49e       |

| Canyon-SRAM Racing CSR | Canyon-SRAM Racing CSR     | Canyon-SRAM Racing CSR |
| ---------------------- | -------------------------- | ---------------------- |
| Num                    | Coureuse                   | Pos                    |
| 41                     | Katarzyna Niewiadoma (POL) | 13e                    |
| 42                     | Alena Amialiusik (BLR)     | 72e                    |
| 43                     | Alice Barnes (GBR)         | 90e                    |
| 44                     | Hannah Barnes (GBR)        | 68e                    |
| 45                     | Tiffany Cromwell (AUS)     | 61e                    |
| 46                     | Alexis Magner (USA)        | 61e                    |

| Alé Cipollini ALE | Alé Cipollini ALE      | Alé Cipollini ALE |
| ----------------- | ---------------------- | ----------------- |
| Num               | Coureuse               | Pos               |
| 51                | Chloe Hosking (AUS)    | 83e               |
| 52                | Na Ah-reum (KOR)       | 44e               |
| 53                | Soraya Paladin (ITA)   | 8e                |
| 54                | Nadia Quagliotto (ITA) | 70e               |
| 55                | Jessica Raimondi (ITA) | AB                |
| 56                | Eri Yonamine (JPN)     | 23e               |

| WNT-Rotor Pro Cycling WNT | WNT-Rotor Pro Cycling WNT | WNT-Rotor Pro Cycling WNT |
| ------------------------- | ------------------------- | ------------------------- |
| Num                       | Coureuse                  | Pos                       |
| 61                        | Ane Santesteban (ESP)     | 9e                        |
| 62                        | Laura Asencio (FRA)       | 71e                       |
| 63                        | Janneke Ensing (NED)      | 17e                       |
| 64                        | Erica Magnaldi (ITA)      | 28e                       |
| 65                        | Lara Vieceli (ITA)        | 54e                       |

| Sunweb SUN | Sunweb SUN             | Sunweb SUN |
| ---------- | ---------------------- | ---------- |
| Num        | Coureuse               | Pos        |
| 71         | Lucinda Brand (NED)    | 4e         |
| 72         | Pfeiffer Georgi (GBR)  | 56e        |
| 73         | Leah Kirchmann (CAN)   | 2e         |
| 74         | Juliette Labous (FRA)  | 32e        |
| 75         | Liane Lippert (GER)    | 57e        |
| 76         | Floortje Mackaij (NED) | 12e        |

| Movistar Team MOV | Movistar Team MOV         | Movistar Team MOV |
| ----------------- | ------------------------- | ----------------- |
| Num               | Coureuse                  | Pos               |
| 81                | Sheyla Gutiérrez (ESP)    | NP                |
| 82                | Aude Biannic (FRA)        | 74e               |
| 83                | Małgorzata Jasińska (POL) | 33e               |
| 84                | Lorena Llamas (ESP)       | 67e               |
| 85                | Eider Merino (ESP)        | 69e               |
| 86                | Paula Patiño (COL)        | 18e               |

| Tibco-Silicon Valley Bank TIB | Tibco-Silicon Valley Bank TIB | Tibco-Silicon Valley Bank TIB |
| ----------------------------- | ----------------------------- | ----------------------------- |
| Num                           | Coureuse                      | Pos                           |
| 91                            | Brodie Chapman (AUS)          | 25e                           |
| 92                            | Lex Albrecht (CAN)            | AB                            |
| 93                            | Nina Kessler (NED)            | 47e                           |
| 94                            | Emily Newsom (USA)            | AB                            |
| 95                            | Rozanne Slik (NED)            | 55e                           |

| Trek-Segafredo TFS | Trek-Segafredo TFS         | Trek-Segafredo TFS |
| ------------------ | -------------------------- | ------------------ |
| Num                | Coureuse                   | Pos                |
| 101                | Lizzie Deignan (GBR)       | 77e                |
| 102                | Audrey Cordon-Ragot (FRA)  | 76e                |
| 103                | Elisa Longo Borghini (ITA) | 6e                 |
| 104                | Anna Plichta (POL)         | AB                 |
| 105                | Tayler Wiles (USA)         | 34e                |
| 106                | Ruth Edwards (USA)         | 38e                |

| FDJ-Nouvelle Aquitaine-Futuroscope FDJ | FDJ-Nouvelle Aquitaine-Futuroscope FDJ | FDJ-Nouvelle Aquitaine-Futuroscope FDJ |
| -------------------------------------- | -------------------------------------- | -------------------------------------- |
| Num                                    | Coureuse                               | Pos                                    |
| 111                                    | Jade Wiel (FRA) (route)                | 48e                                    |
| 112                                    | Charlotte Becker (GER)                 | 78e                                    |
| 113                                    | Eugénie Duval (FRA)                    | AB                                     |
| 114                                    | Shara Marche (AUS)                     | 41e                                    |
| 115                                    | Victorie Guilman (FRA)                 | 52e                                    |
| 116                                    | Évita Muzic (FRA)                      | 22e                                    |

| Valcar Cylance VAL | Valcar Cylance VAL        | Valcar Cylance VAL |
| ------------------ | ------------------------- | ------------------ |
| Num                | Coureuse                  | Pos                |
| 121                | Elisa Balsamo (ITA)       | AB                 |
| 122                | Alice Maria Arzuffi (ITA) | 64e                |
| 123                | Marta Cavalli (ITA)       | 45e                |
| 124                | Dalia Muccioli (ITA)      | 65e                |
| 125                | Asja Paladin (ITA)        | 73e                |
| 126                | Elena Pirrone (ITA)       | 66e                |

| Parkhotel Valkenburg PHV | Parkhotel Valkenburg PHV | Parkhotel Valkenburg PHV |
| ------------------------ | ------------------------ | ------------------------ |
| Num                      | Coureuse                 | Pos                      |
| 131                      | Demi Vollering (NED)     | 11e                      |
| 132                      | Nina Buysman (NED)       | 47e                      |
| 133                      | Belle De Gast (NED)      | AB                       |
| 134                      | Sofie De Vuyst (BEL)     | 15e                      |
| 135                      | Roxane Knetemann (NED)   | AB                       |

| Cogeas-Mettler-Look Pro Cycling Team CGS | Cogeas-Mettler-Look Pro Cycling Team CGS | Cogeas-Mettler-Look Pro Cycling Team CGS |
| ---------------------------------------- | ---------------------------------------- | ---------------------------------------- |
| Num                                      | Coureuse                                 | Pos                                      |
| 141                                      | Edwige Pitel (FRA)                       | 40e                                      |
| 142                                      | Olga Deiko (RUS)                         | AB                                       |
| 143                                      | Deborah Paine (NZL)                      | 59e                                      |
| 144                                      | Anastasiia Pliaskina (RUS)               | AB                                       |
| 145                                      | Sari Saarelainen (FIN)                   | AB                                       |
| 146                                      | Marina Uvarova (RUS)                     | 85e                                      |

| Lotto Soudal Ladies LSL | Lotto Soudal Ladies LSL   | Lotto Soudal Ladies LSL |
| ----------------------- | ------------------------- | ----------------------- |
| Num                     | Coureuse                  | Pos                     |
| 151                     | Lotte Kopecky (BEL)       | 50e                     |
| 152                     | Danielle Christmas (GBR)  | 82e                     |
| 153                     | Annelies Dom (BEL)        | 80e                     |
| 154                     | Julie Van de Velde (BEL)  | 26e                     |
| 155                     | Kelly Van den Steen (BEL) | 53e                     |

| Virtu Cycling Women TVC | Virtu Cycling Women TVC | Virtu Cycling Women TVC |
| ----------------------- | ----------------------- | ----------------------- |
| Num                     | Coureuse                | Pos                     |
| 161                     | Sofia Bertizzolo (ITA)  | AB                      |
| 162                     | Katrine Aalerud (NOR)   | 60e                     |
| 163                     | Birgitte Andersen       | 88e                     |
| 164                     | Anouska Koster (NED)    | 43e                     |
| 165                     | Rachel Neylan (AUS)     | 14e                     |

| BTC City Ljubljana BTC | BTC City Ljubljana BTC | BTC City Ljubljana BTC |
| ---------------------- | ---------------------- | ---------------------- |
| Num                    | Coureuse               | Pos                    |
| 171                    | Eugenia Bujak (SLO)    | 16e                    |
| 172                    | Špela Kern (SLO)       | AB                     |
| 173                    | Hanna Nilsson (SWE)    | 21e                    |
| 174                    | Urša Pintar (SLO)      | 20e                    |
| 175                    | Rossella Ratto (ITA)   | 51e                    |
| 176                    | Urška Žigart (SLO)     | 91e                    |

| Rally Cycling RLW | Rally Cycling RLW             | Rally Cycling RLW |
| ----------------- | ----------------------------- | ----------------- |
| Num               | Coureuse                      | Pos               |
| 181               | Sara Bergen (CAN)             | 84e               |
| 182               | Allison Beveridge (CAN)       | AB                |
| 183               | Kristabel Doebel-Hickok (USA) | 46e               |
| 184               | Abigail Mickey (USA)          | AB                |
| 185               | Sara Poidevin (CAN)           | AB                |
| 186               | Emma White (USA)              | AB                |

| Doltcini-Van Eyck Sport DVE | Doltcini-Van Eyck Sport DVE     | Doltcini-Van Eyck Sport DVE |
| --------------------------- | ------------------------------- | --------------------------- |
| Num                         | Coureuse                        | Pos                         |
| 191                         | Jesse Vandenbulcke (BEL)        | 89e                         |
| 192                         | Mieke Docx (BEL)                | 81e                         |
| 193                         | Séverine Eraud (FRA)            | 79e                         |
| 194                         | Pascale Jeuland-Tranchant (FRA) | AB                          |
| 195                         | Daniela Reis (POR)              | AB                          |
| 196                         | Marion Sicot (FRA)              | NP                          |

| Charente-Maritime CMW | Charente-Maritime CMW        | Charente-Maritime CMW |
| --------------------- | ---------------------------- | --------------------- |
| Num                   | Coureuse                     | Pos                   |
| 201                   | Pauline Allin (FRA)          | 87e                   |
| 202                   | Noémie Abgrall (FRA)         | AB                    |
| 203                   | Lucie Lahaye (FRA)           | 86e                   |
| 204                   | Anaïs Morichon (FRA)         | AB                    |
| 205                   | Marine Quiniou (FRA)         | AB                    |
| 206                   | Anna Gabrielle Traxler (CAN) | AB                    |

| Mitchelton-Scott MTS | Mitchelton-Scott MTS       | Mitchelton-Scott MTS |
| -------------------- | -------------------------- | -------------------- |
| Num                  | Coureuse                   | Pos                  |
| 1                    | Annemiek van Vleuten (NED) | 7e                   |
| 2                    | Jessica Allen (AUS)        | AB                   |
| 3                    | Alexandra Manly (AUS)      | AB                   |
| 4                    | Sarah Roy (AUS)            | 58e                  |
| 5                    | Amanda Spratt (AUS)        | 24e                  |
| 6                    | Georgia Williams (NZL)     | 62e                  |

| Boels Dolmans DLT | Boels Dolmans DLT                  | Boels Dolmans DLT |
| ----------------- | ---------------------------------- | ----------------- |
| Num               | Coureuse                           | Pos               |
| 11                | Anna van der Breggen (NED) (route) | 10e               |
| 12                | Chantal Blaak (NED)                | 75e               |
| 13                | Karol-Ann Canuel (CAN)             | 39e               |
| 14                | Katie Hall (USA)                   | 19e               |
| 15                | Annika Langvad (DEN)               | 29e               |

| CCC-Liv CCC | CCC-Liv CCC                | CCC-Liv CCC |
| ----------- | -------------------------- | ----------- |
| Num         | Coureuse                   | Pos         |
| 21          | Marianne Vos (NED)         | 1re         |
| 22          | Valerie Demey (BEL)        | AB          |
| 23          | Jeanne Korevaar (NED)      | 37e         |
| 24          | Riejanne Markus (NED)      | 31e         |
| 25          | Ashleigh Moolman (RSA)     | 5e          |
| 26          | Pauliena Rooijakkers (NED) | 35e         |

| Bigla BIG | Bigla BIG                   | Bigla BIG |
| --------- | --------------------------- | --------- |
| Num       | Coureuse                    | Pos       |
| 31        | Cecilie Uttrup Ludwig (DEN) | 3e        |
| 32        | Elizabeth Banks (GBR)       | 36e       |
| 33        | Elise Chabbey (SUI)         | 30e       |
| 34        | Mikayla Harvey (NZL)        | 63e       |
| 35        | Nikola Nosková (CZE)        | 27e       |
| 36        | Leah Thomas (USA)           | 49e       |

| Canyon-SRAM Racing CSR | Canyon-SRAM Racing CSR     | Canyon-SRAM Racing CSR |
| ---------------------- | -------------------------- | ---------------------- |
| Num                    | Coureuse                   | Pos                    |
| 41                     | Katarzyna Niewiadoma (POL) | 13e                    |
| 42                     | Alena Amialiusik (BLR)     | 72e                    |
| 43                     | Alice Barnes (GBR)         | 90e                    |
| 44                     | Hannah Barnes (GBR)        | 68e                    |
| 45                     | Tiffany Cromwell (AUS)     | 61e                    |
| 46                     | Alexis Magner (USA)        | 61e                    |

| Alé Cipollini ALE | Alé Cipollini ALE      | Alé Cipollini ALE |
| ----------------- | ---------------------- | ----------------- |
| Num               | Coureuse               | Pos               |
| 51                | Chloe Hosking (AUS)    | 83e               |
| 52                | Na Ah-reum (KOR)       | 44e               |
| 53                | Soraya Paladin (ITA)   | 8e                |
| 54                | Nadia Quagliotto (ITA) | 70e               |
| 55                | Jessica Raimondi (ITA) | AB                |
| 56                | Eri Yonamine (JPN)     | 23e               |

| WNT-Rotor Pro Cycling WNT | WNT-Rotor Pro Cycling WNT | WNT-Rotor Pro Cycling WNT |
| ------------------------- | ------------------------- | ------------------------- |
| Num                       | Coureuse                  | Pos                       |
| 61                        | Ane Santesteban (ESP)     | 9e                        |
| 62                        | Laura Asencio (FRA)       | 71e                       |
| 63                        | Janneke Ensing (NED)      | 17e                       |
| 64                        | Erica Magnaldi (ITA)      | 28e                       |
| 65                        | Lara Vieceli (ITA)        | 54e                       |

| Sunweb SUN | Sunweb SUN             | Sunweb SUN |
| ---------- | ---------------------- | ---------- |
| Num        | Coureuse               | Pos        |
| 71         | Lucinda Brand (NED)    | 4e         |
| 72         | Pfeiffer Georgi (GBR)  | 56e        |
| 73         | Leah Kirchmann (CAN)   | 2e         |
| 74         | Juliette Labous (FRA)  | 32e        |
| 75         | Liane Lippert (GER)    | 57e        |
| 76         | Floortje Mackaij (NED) | 12e        |

| Movistar Team MOV | Movistar Team MOV         | Movistar Team MOV |
| ----------------- | ------------------------- | ----------------- |
| Num               | Coureuse                  | Pos               |
| 81                | Sheyla Gutiérrez (ESP)    | NP                |
| 82                | Aude Biannic (FRA)        | 74e               |
| 83                | Małgorzata Jasińska (POL) | 33e               |
| 84                | Lorena Llamas (ESP)       | 67e               |
| 85                | Eider Merino (ESP)        | 69e               |
| 86                | Paula Patiño (COL)        | 18e               |

| Tibco-Silicon Valley Bank TIB | Tibco-Silicon Valley Bank TIB | Tibco-Silicon Valley Bank TIB |
| ----------------------------- | ----------------------------- | ----------------------------- |
| Num                           | Coureuse                      | Pos                           |
| 91                            | Brodie Chapman (AUS)          | 25e                           |
| 92                            | Lex Albrecht (CAN)            | AB                            |
| 93                            | Nina Kessler (NED)            | 47e                           |
| 94                            | Emily Newsom (USA)            | AB                            |
| 95                            | Rozanne Slik (NED)            | 55e                           |

| Trek-Segafredo TFS | Trek-Segafredo TFS         | Trek-Segafredo TFS |
| ------------------ | -------------------------- | ------------------ |
| Num                | Coureuse                   | Pos                |
| 101                | Lizzie Deignan (GBR)       | 77e                |
| 102                | Audrey Cordon-Ragot (FRA)  | 76e                |
| 103                | Elisa Longo Borghini (ITA) | 6e                 |
| 104                | Anna Plichta (POL)         | AB                 |
| 105                | Tayler Wiles (USA)         | 34e                |
| 106                | Ruth Edwards (USA)         | 38e                |

| FDJ-Nouvelle Aquitaine-Futuroscope FDJ | FDJ-Nouvelle Aquitaine-Futuroscope FDJ | FDJ-Nouvelle Aquitaine-Futuroscope FDJ |
| -------------------------------------- | -------------------------------------- | -------------------------------------- |
| Num                                    | Coureuse                               | Pos                                    |
| 111                                    | Jade Wiel (FRA) (route)                | 48e                                    |
| 112                                    | Charlotte Becker (GER)                 | 78e                                    |
| 113                                    | Eugénie Duval (FRA)                    | AB                                     |
| 114                                    | Shara Marche (AUS)                     | 41e                                    |
| 115                                    | Victorie Guilman (FRA)                 | 52e                                    |
| 116                                    | Évita Muzic (FRA)                      | 22e                                    |

| Valcar Cylance VAL | Valcar Cylance VAL        | Valcar Cylance VAL |
| ------------------ | ------------------------- | ------------------ |
| Num                | Coureuse                  | Pos                |
| 121                | Elisa Balsamo (ITA)       | AB                 |
| 122                | Alice Maria Arzuffi (ITA) | 64e                |
| 123                | Marta Cavalli (ITA)       | 45e                |
| 124                | Dalia Muccioli (ITA)      | 65e                |
| 125                | Asja Paladin (ITA)        | 73e                |
| 126                | Elena Pirrone (ITA)       | 66e                |

| Parkhotel Valkenburg PHV | Parkhotel Valkenburg PHV | Parkhotel Valkenburg PHV |
| ------------------------ | ------------------------ | ------------------------ |
| Num                      | Coureuse                 | Pos                      |
| 131                      | Demi Vollering (NED)     | 11e                      |
| 132                      | Nina Buysman (NED)       | 47e                      |
| 133                      | Belle De Gast (NED)      | AB                       |
| 134                      | Sofie De Vuyst (BEL)     | 15e                      |
| 135                      | Roxane Knetemann (NED)   | AB                       |

| Cogeas-Mettler-Look Pro Cycling Team CGS | Cogeas-Mettler-Look Pro Cycling Team CGS | Cogeas-Mettler-Look Pro Cycling Team CGS |
| ---------------------------------------- | ---------------------------------------- | ---------------------------------------- |
| Num                                      | Coureuse                                 | Pos                                      |
| 141                                      | Edwige Pitel (FRA)                       | 40e                                      |
| 142                                      | Olga Deiko (RUS)                         | AB                                       |
| 143                                      | Deborah Paine (NZL)                      | 59e                                      |
| 144                                      | Anastasiia Pliaskina (RUS)               | AB                                       |
| 145                                      | Sari Saarelainen (FIN)                   | AB                                       |
| 146                                      | Marina Uvarova (RUS)                     | 85e                                      |

| Lotto Soudal Ladies LSL | Lotto Soudal Ladies LSL   | Lotto Soudal Ladies LSL |
| ----------------------- | ------------------------- | ----------------------- |
| Num                     | Coureuse                  | Pos                     |
| 151                     | Lotte Kopecky (BEL)       | 50e                     |
| 152                     | Danielle Christmas (GBR)  | 82e                     |
| 153                     | Annelies Dom (BEL)        | 80e                     |
| 154                     | Julie Van de Velde (BEL)  | 26e                     |
| 155                     | Kelly Van den Steen (BEL) | 53e                     |

| Virtu Cycling Women TVC | Virtu Cycling Women TVC | Virtu Cycling Women TVC |
| ----------------------- | ----------------------- | ----------------------- |
| Num                     | Coureuse                | Pos                     |
| 161                     | Sofia Bertizzolo (ITA)  | AB                      |
| 162                     | Katrine Aalerud (NOR)   | 60e                     |
| 163                     | Birgitte Andersen       | 88e                     |
| 164                     | Anouska Koster (NED)    | 43e                     |
| 165                     | Rachel Neylan (AUS)     | 14e                     |

| BTC City Ljubljana BTC | BTC City Ljubljana BTC | BTC City Ljubljana BTC |
| ---------------------- | ---------------------- | ---------------------- |
| Num                    | Coureuse               | Pos                    |
| 171                    | Eugenia Bujak (SLO)    | 16e                    |
| 172                    | Špela Kern (SLO)       | AB                     |
| 173                    | Hanna Nilsson (SWE)    | 21e                    |
| 174                    | Urša Pintar (SLO)      | 20e                    |
| 175                    | Rossella Ratto (ITA)   | 51e                    |
| 176                    | Urška Žigart (SLO)     | 91e                    |

| Rally Cycling RLW | Rally Cycling RLW             | Rally Cycling RLW |
| ----------------- | ----------------------------- | ----------------- |
| Num               | Coureuse                      | Pos               |
| 181               | Sara Bergen (CAN)             | 84e               |
| 182               | Allison Beveridge (CAN)       | AB                |
| 183               | Kristabel Doebel-Hickok (USA) | 46e               |
| 184               | Abigail Mickey (USA)          | AB                |
| 185               | Sara Poidevin (CAN)           | AB                |
| 186               | Emma White (USA)              | AB                |

| Doltcini-Van Eyck Sport DVE | Doltcini-Van Eyck Sport DVE     | Doltcini-Van Eyck Sport DVE |
| --------------------------- | ------------------------------- | --------------------------- |
| Num                         | Coureuse                        | Pos                         |
| 191                         | Jesse Vandenbulcke (BEL)        | 89e                         |
| 192                         | Mieke Docx (BEL)                | 81e                         |
| 193                         | Séverine Eraud (FRA)            | 79e                         |
| 194                         | Pascale Jeuland-Tranchant (FRA) | AB                          |
| 195                         | Daniela Reis (POR)              | AB                          |
| 196                         | Marion Sicot (FRA)              | NP                          |

| Charente-Maritime CMW | Charente-Maritime CMW        | Charente-Maritime CMW |
| --------------------- | ---------------------------- | --------------------- |
| Num                   | Coureuse                     | Pos                   |
| 201                   | Pauline Allin (FRA)          | 87e                   |
| 202                   | Noémie Abgrall (FRA)         | AB                    |
| 203                   | Lucie Lahaye (FRA)           | 86e                   |
| 204                   | Anaïs Morichon (FRA)         | AB                    |
| 205                   | Marine Quiniou (FRA)         | AB                    |
| 206                   | Anna Gabrielle Traxler (CAN) | AB                    |